# Eerste Kamerverkiezingen 1877
De Eerste Kamerverkiezingen 1877 waren reguliere Nederlandse verkiezingen voor de Eerste Kamer der Staten-Generaal. Zij vonden plaats op 11 juli 1877.
De verkiezingen werden gehouden voor een derde deel van de zittende leden van de Eerste Kamer van wie de zittingstermijn afliep. Bij deze verkiezingen kozen de leden van Provinciale Staten - die bij de Statenverkiezingen in mei 1877 gekozen waren - in tien kiesgroepen naar provincie dertien nieuwe leden.
De uitslag van de verkiezingen was als volgt:
| Groepering          | Zetels | Zetels | Zetels | Zetels | Zetels | Zetelverdeling naar provincie | Zetelverdeling naar provincie | Zetelverdeling naar provincie | Zetelverdeling naar provincie | Zetelverdeling naar provincie | Zetelverdeling naar provincie | Zetelverdeling naar provincie | Zetelverdeling naar provincie | Zetelverdeling naar provincie | Zetelverdeling naar provincie | Zetelverdeling naar provincie |
| Groepering          | 1874   | Af     | Bij    | 1877   | +/−    | Gr                            | F                             | D                             | O                             | Ge                            | U                             | NH                            | ZH                            | Z                             | NB                            | L                             |
| ------------------- | ------ | ------ | ------ | ------ | ------ | ----------------------------- | ----------------------------- | ----------------------------- | ----------------------------- | ----------------------------- | ----------------------------- | ----------------------------- | ----------------------------- | ----------------------------- | ----------------------------- | ----------------------------- |
| liberalen           | 18/19  | 8      | 10     | 21     | +2     | 2                             | 3                             |                               | 2                             | 3                             |                               | 4                             | 5                             | 2                             |                               |                               |
| gematigde liberalen | 12/11  | 2      | 1      | 10     | −1     |                               |                               | 1                             | 1                             | 1                             | 1                             | 2                             | 2                             |                               | 1                             | 1                             |
| katholieken         | 5      | 1      | 2      | 6      | +1     |                               |                               |                               |                               |                               |                               |                               |                               |                               | 4                             | 2                             |
| conservatieven      | 4      | 2      | 0      | 2      | −2     |                               |                               |                               |                               | 1                             | 1                             |                               |                               |                               |                               |                               |
| totaal              | 39     | 13     | 13     | 39     | 0      | 2                             | 3                             | 1                             | 3                             | 5                             | 2                             | 6                             | 7                             | 2                             | 5                             | 3                             |

## Gekozenen
Bij deze verkiezingen waren dertien leden aftredend, van wie negen herkozen werden. De stemmingen voor de overige vacatures hadden de volgende resultaten:
- Door Provinciale Staten van Groningen werd Willem de Sitter (liberalen) gekozen die de aftredende afgevaardigde Coos Cremers versloeg met 25 tegen 15 stemmen.
- Door Provinciale Staten van Gelderland werd Hendrikus Coenen (liberalen) gekozen die de aftredende afgevaardigde Willem Schimmelpenninck van der Oye (conservatieven) versloeg met 30 tegen 28 stemmen.
- Door Provinciale Staten van Noord-Holland werd Adriaan Teding van Berkhout (liberalen) gekozen die de aftredende afgevaardigde Cornelis Hartsen (conservatieven) versloeg met 38 tegen 29 stemmen.
- Door Provinciale Staten van Noord-Brabant werd Petrus Smitz (katholieken) gekozen in de vacature ontstaan door het periodiek aftreden van Hermanus Verschoor (gematigde liberalen) die had aangegeven niet herkiesbaar te zijn.

De zittingsperiode van de Eerste Kamer ging in op 17 september 1877. De zittingstermijn van de gekozen Kamerleden bedroeg negen jaar.
*1850 · 1853 · 1856 · 1859 · 1862 · 1865 · 1868 · 1871 · 1874 · 1877 · 1880 · 1883 · *1884 · 1887 (I) · *1887 (II) · *1888 · 1890 · 1893 · 1896 · 1899 · 1902 · *1904 · 1907 · 1910 · 1913 · 1916 · *1917 · 1919 · *1922 · *1923 · 1926 · 1929 · 1932 · 1935 · *1937 · *1946 · *1948 · 1951 · *1952 · 1955 · *1956 (I) · *1956 (II) · 1960 · *1963 · 1966 · 1969 · *1971 · 1974 · 1977 · 1980 · *1981 · *1983 · *1986 · 1987 · 1991 · 1995 · 1999 · 2003 · 2007 · 2011 · 2015 · 2019 · 2023

* algemene verkiezingen in verband met vervroegde ontbinding van de Eerste Kamer

vanaf 1987 bedraagt de vaste zittingstermijn van de Eerste Kamer vier jaar